# 黑廷根
黑廷根（德語：Hettingen，發音：[ˈhɛtɪŋən] ⓘ）是德国巴登-符腾堡州蒂宾根行政区锡格马林根县的城市，面积46.06平方千米，2023年12月31日人口为1,859人。